# MacLeod’s Gunnery

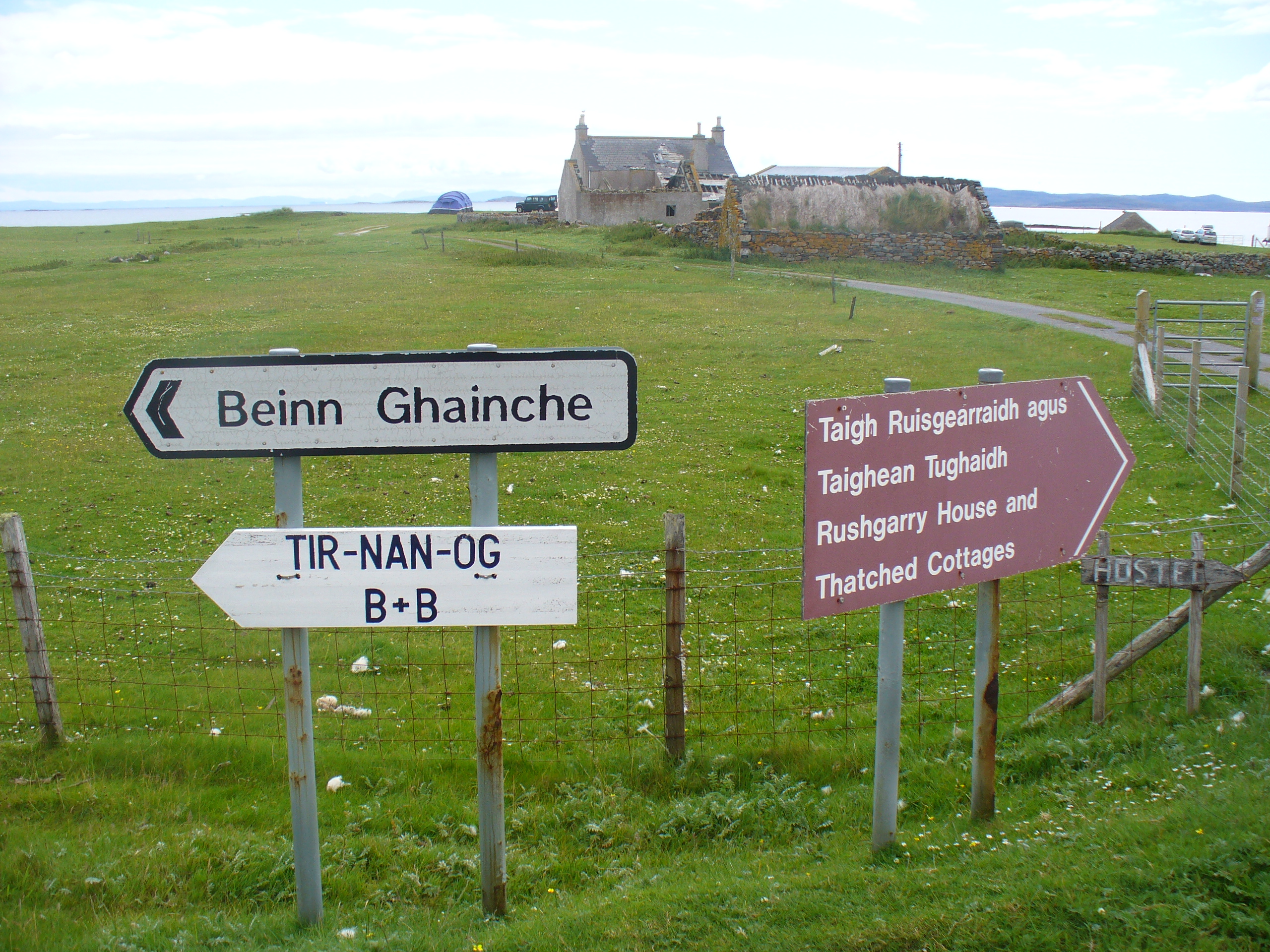
Blick auf MacLeod’s Gunnery; im Hintergrund ein Wohngebäude

MacLeod’s Gunnery ist ein landwirtschaftlicher Komplex auf der schottischen Hebrideninsel Berneray. 1971 wurde das Gebäude in die schottischen Denkmallisten zunächst in der Kategorie B aufgenommen. 2019 erfolgte die Hochstufung in die höchste Denkmalkategorie A.

## Geschichte
Im 14. Jahrhundert gelangten die MacLeods of Harris and Dunvegan in dem Besitz Bernerays. Norman Macleod 1. of Berneray erhielt die Insel 1633 auf Lebenszeit als Lehen. Es wird vermutet, dass MacLeod’s Gunnery ein Nebengebäude des Sitzes der Macleods of Berneray war. Oberhalb eines Portals zeigt eine eingelegte Platte die Inschrift „Hic natus / est illustris ille / Normannus Macleod de Berneray / eques auratus“, welche das Gebäude als Geburtshaus Norman Macleods ausweist. Die Zuordnung ist jedoch zweifelhaft. Die Stallung von MacLeod’s Gunnery gilt als ältestes erhaltenes Gebäude auf Berneray. Es wurde vermutlich im Laufe des 18. Jahrhunderts errichtet mit einer Erweiterung im 19. Jahrhundert. Sein Kern könnte jedoch aus dem 17. Jahrhundert stammen. In der ersten Ausgabe der Karte der Ordnance Survey ist am Standort eine Gruppe von drei Gebäuden verzeichnet, von denen nur die vorliegenden beiden erhalten sind.
Die Nutzungsgeschichte der Gebäude ist unklar. Möglicherweise dienten sie einst Wohnzwecken. Die landläufige Bezeichnung MacLeod’s Gunnery lässt hingegen auf eine militärische Nutzung, beispielsweise als Zeughaus schließen. Diese Bezeichnung könnte auf die schmalen Lüftungsschlitze zurückzuführen sein, die an Schießscharten erinnern. Des Weiteren ist die Stallung auch als Teampull („Tempel“) bekannt. In neuerer Zeit sind die Gebäude als Scheune und Stallungen beschrieben. Spätestens seit den 1930er Jahren ist die Stallung mit Wellblech eingedeckt. Möglicherweise verfügte das Gebäude jedoch einst über ein Reet- oder Strohdach. Der Anbau an der Nordwestseite wurde hingegen 1971 als unbedacht beschrieben. Da dieser vor 2009 wieder mit Stroh eingedeckt wurde, wird von einer Nutzung bis ins späte 20. oder frühe 21. Jahrhundert ausgegangen.
Beide Gebäude stehen heute leer. 2009 wurden sie in das Register gefährdeter denkmalgeschützter Bauwerke in Schottland aufgenommen. 2015 wurde ihr Zustand als sehr schlecht bei gleichzeitig hoher Gefährdung eingestuft.

## Beschreibung
MacLeod’s Gunnery steht abseits der Einfahrt in den Bays Loch etwa 100 Meter nördlich des Berneray Youth Hostels. Der Komplex besteht aus der eingeschossigen Scheune und der zweigeschossigen Stallung, die aus Feldstein aufgemauert wurden. Die Stallung wurde möglicherweise im Laufe des 19. Jahrhunderts aufgestockt. Sie ist mit Wellblech eingedeckt und verfügt über Fenster unterschiedlicher Dimensionen, darunter auch Schlitzfenster. Das Satteldach des kleinen Anbaus an der Nordwestseite ist mit Strandhafer eingedeckt, der auf einer Unterlage aus Grassoden verlegt wurde und durch ein Netz aus Drähten mit Steinen als Beschwerung fixiert ist. Auch Teile des Dachs der Stallung zeigen Reste einer Stroheindeckung.
Die Scheune weist eine Grundfläche von 8 × 5 Meter bei einer Höhe von 2,8 Meter auf. Ihr Trockenmauerwerk trug einst einen Dachstuhl, der jedoch eingestürzt ist. Die Fixierung der Stroheindeckung ist noch ersichtlich.